# Wojskowy Sąd Okręgowy Nr II
Wojskowy Sąd Okręgowy Nr II – jednostka organizacyjna służby sprawiedliwości Wojska Polskiego II RP z siedzibą w Lublinie.

## Historia
U kresu I wojny światowej i w czasie odzyskania przez Polskę niepodległości pod koniec 1918 obecny w Lublinie gen. Edward Śmigły-Rydz celem powołania polskiego sądu wojskowego tamże wydał rozkazy por. Ludwikowi Harasiewiczowi, który po utworzeniu Sądu Wojskowego Polskiego w Lublinie został szefem tegoż, po czym został zastąpiony przez płk. Aleksandra Bartika. Po przemianowaniu, od 1920 istniał Wojskowy Sąd Okręgu Generalnego w Lublinie. Podczas wojny polsko-bolszewickiej w sierpniu 1920 sąd został ewakuowany do Radomia, po czym przywrócony w Lublinie jako Sąd Doraźny. Od września 1920 funkcjonował Sąd Polowy w Lublinie. W związku z wprowadzeniem organizacji służby sprawiedliwości na czas pokoju pod koniec 1921 został przekształcony w Wojskowy Sąd Okręgowy Nr II w Lublinie.
W strukturze niższej istniały początkowo sądy pułkowe, następnie wojskowe sądy załogowe w Lublinie, Kowlu, Równem i Chełmie (organizatorem dwóch ostatnich był mjr Aleksander Deryng), które finalnie zostały przekształcone w wojskowe sądy rejonowe (Zamościu – przeniesiony z Lublina, Kowlu i Równem).
Wojskowy sąd okręgowy obejmował swoim obszarem działania cały Okręg Korpusu Nr II. Sąd wykonywał czynności zasadniczo na swoim obszarze działania. Poza swoim obszarem działania sąd mógł wykonywać czynności tylko, gdy wymagało tego dobro wymiaru sprawiedliwości, ewentualnie gdy znacznie oszczędzono by koszty.

## Obsada
Szefowie sądu
- płk KS dr Kazimierz Erazm Habura[a] (do 15 XII 1923 → Rezerwa Oficerów Sztabowych DOK V[5])
- ppłk KS dr Feliks Godowski (p.o. 15 XII 1923[5] – 1 XI 1924 → sędzia orzekający w WSO Nr VI)
- płk KS Edmund Kaczkowski (1 XI 1924 – 21 VI 1927 → sędzia NSW)
- ppłk / płk KS Franciszek Ksawery Jankowski (21 VI 1927[6] – 31 III 1929 → stan spoczynku)
- ppłk / płk KS Stanisław Zygmunt Eustachiewicz (27 VI 1929[7] – 21 VI 1933 → sędzia NSW[8])
- ppłk KS / płk aud. Tadeusz Ludwik Jaskólski (21 VI 1933[8] – 18 IX 1939[9])

Obsada personalna w 1939 roku
Obsada personalna i struktura organizacyjna w marcu 1939 roku:
- szef sądu – płk Tadeusz Ludwik Jaskólski
- sędzia orzekający – mjr mgr Marian Michał Weryński
- sędzia orzekający – mjr Julian Witold Zagórski
- sędzia śledczy – mjr Józef Klemens Ćwiertnia
- sędzia śledczy – kpt. dr Józef Stanisław Szymaszkiewicz[c]

## Wojskowa Prokuratura Okręgowa Nr 2
Dekretem Naczelnego Wodza Wojsk Polskich z 10 marca 1919 została powołana Prokuratura przy WSO Nr II z dniem 14 kwietnia 1919.
Wojskowi prokuratorzy okręgowi
- płk KS Artur Alfred Ganczarski (1923 – 1 XI 1924 → p.o. szefa WSO Nr IV[14])
- ppłk KS dr Tadeusz Jakubowski (1 XI 1924 – 21 VI 1927 → podprokurator Prokuratury przy NSW)
- ppłk KS Konrad Józef Zieliński (od 21 VI 1927[15][16] – 27 II 1928 → prokurator Prokuratury przy WSO Nr I)
- ppłk KS Stanisław Zygmunt Eustachiewicz (24 IV 1928[17][2] – 27 VI 1929 → szef WSO Nr II[7])
- mjr / ppłk KS Karol Müller (27 VI 1929[18] – 26 II 1931 → szef wydziału w Dep. Sprawiedl. MSWojsk.[19])
- mjr KS Józef Lax (26 II[20] – 30 XI 1931 → stan spoczynku)
- mjr / ppłk KS dr Stanisław Roliński (11 XII 1931 – 31 VIII 1935)
- mjr KS / ppłk aud. dr Leopold Augustyn Sanicki-Hliniak (31 VIII 1935[21] – 1937[22])
- ppłk aud. dr Stanisław Albert (do 18 IX 1939[22])

Obsada personalna w marcu 1939 roku:
- prokurator – ppłk dr Stanisław Albert
- wiceprokurator – mjr dr Jan Kazimierz Wilk
- podprokurator – kpt. mgr Stanisław Czarnota
- asystent – kpt. mgr Władysław Hermanowski
- asystent – kpt. mgr Jan Kowalski
- asystent – por. mgr Stanisław Kazimierz Groele
- asystent – por. mgr Tadeusz Marian Kubicki
- asystent – por. mgr Tadeusz Adam Orlewicz